# Curridabat
Curridabat es el primer distrito y ciudad cabecera del cantón de Curridabat, en la provincia de San José, de Costa Rica.
Curridabat se caracteriza por ser una de las ciudades y o distritos más importantes del Gran Área Metropolitana de Costa Rica, además por su fuerte urbanismo, comercio, innovación y alta densidad de población.

## Historia
En el año 1926, se publica en el diario La Gaceta n.º 181 del 8 de agosto, un proyecto de ley para convertir al distrito de Curridabat en cantón, bajo el nombre de “Julián Volio”. El 21 de agosto de 1929 bajo la segunda administración de Cleto González Víquez, se le otorga el título de villa a Curridabat, cabecera del nuevo cantón de la provincia de San José, y por el decreto n.º 209 del mismo día y año se convierte en el cantón número 18 de la provincia de San José, conformado por los distritos de La Villa de Curridabat, Granadilla, Sánchez y Los Tirrases. Su inauguración se dio el 1 de enero del año 1930, durante la primera sesión del Concejo Municipal.

## Ubicación
Se ubica en el oeste del cantón y limita al norte con el distrito de Granadilla y el cantón de Montes de Oca, al este con el mismo cantón y al oeste con el distrito de Sánchez, al sur limita con el cantón de Desamparados y el distrito de Tirrases. 

## Geografía
Curridabat cuenta con un área de 6,17 km² y una altitud media de 1208 m s. n. m.

## Demografía
Para el año 2022, Curridabat cuenta con una población estimada de 30 574 habitantes, y para el último censo efectuado, en 2011, Curridabat contaba con una población de 28 817 habitantes.

## Localidades
- Barrios: Ahogados (parte), Aromático, Cipreses, Chapultepec, Dorados, Guayabos, Hacienda Vieja, Hogar, José María Zeledón, Laguna, La Lía, Mallorca, María Auxiliadora, Miramontes, Nopalera, Plaza del Sol, Prado, San José, Santa Cecilia, Tacaco.

## Cultura

### Educación
Ubicadas propiamente en el distrito de Curridabat se encuentran los siguientes centros educativos:
- Escuela Juan Santamaría
- Escuela Bethaba
- Liceo de Curridabat
- Colegio Internacional SEK (incluye educación primaria)
- Colegio Internacional Canadiense (incluye educación primaria)
- Colegio San Antonio de Padua

### Sitios de interés
- Ciudad del Este
- Colegio Federado de Ingenieros y Arquitectos de Costa Rica (CFIA)
- Momentum Pinares
- Multiplaza Curridabat
- Municipalidad de Curridabat
- Parque Central de Curridabat
- Parroquia San Antonio de Padua
- Plaza del Sol
- Parque Deportivo José María Zeledón
- San José Indoor Club

## Transporte

### Carreteras
Al distrito lo atraviesan las siguientes rutas nacionales de carretera:
- Ruta nacional 2
- Ruta nacional 210
- Ruta nacional 211
- Ruta nacional 215
- Ruta nacional 221
- Ruta nacional 251
- Ruta nacional 252

### Ferrocarril
El Tren Interurbano administrado por el Instituto Costarricense de Ferrocarriles, atraviesa este distrito.

## Concejo de distrito
El concejo de distrito del distrito de Curridabat vigila la actividad municipal y colabora con los respectivos distritos de su cantón. También está llamado a canalizar las necesidades y los intereses del distrito, por medio de la presentación de proyectos específicos ante el Concejo Municipal. La presidenta del concejo del distrito es la síndica propietaria del partido cantonal Curridabat Siglo XXI, Melissa Berenzon Quirós.
El concejo del distrito se integra por:
| #                       | Partido                     | Nombre                          |
| Síndico propietario     | Síndico propietario         | Síndico propietario             |
| ----------------------- | --------------------------- | ------------------------------- |
| 1                       | Curridabat Siglo XXI        | Melissa Berenzon Quirós         |
| Síndico suplente        |                             |                                 |
| -                       | -                           | Vacante                         |
| Concejales propietarios |                             |                                 |
| 2                       | Curridabat Siglo XXI        | Xinia Boza Cordero              |
| 3                       | Curridabat Siglo XXI        | Alexander Esquivel Gorrias      |
| 4                       | Curridabat Siglo XXI        | María Elena Baltodano Baltodano |
| 5                       | Partido Liberación Nacional | Adriana Arias Ureña             |
| Concejales suplentes    |                             |                                 |
| 6                       | Curridabat Siglo XXI        | Ligia Aguilar Mecena            |
| 7                       | Curridabat Siglo XXI        | Guillermo Díaz Brenes           |
| 8                       | Curridabat Siglo XXI        | Viria Solano Solano             |
| 9                       | Partido Liberación Nacional | Hugo Zamora Castro              |